# Okos Hans

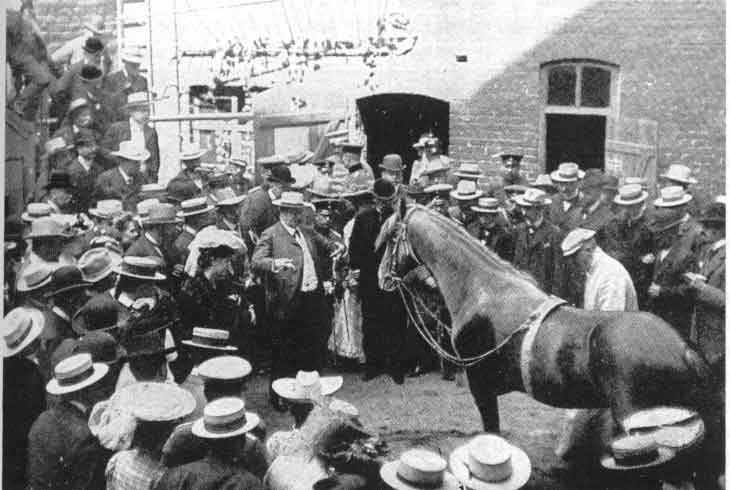
Okos Hans előadása

Okos Hans egy ló volt, amiről azt gondolták, hogy matematikai és más intellektuális feladatokat tud megoldani olyan módon, hogy patáinak dobbantásával jelzi a helyes választ. 1907-ben Oscar Pfungst pszichológus demonstrálta, hogy a ló valójában nem mentális feladatokat végez, hanem gondozója nemszándékos testbeszédét figyelve tudja kikövetkeztetni a helyes választ. Ezek a testi jelek teljesen tudattalanok voltak. Pfungst tanulmányának megjelenése óta az efféle módszertani műterméket Okos Hans effektusnak nevezik.

## Okos Hans, a látványosság
Hans tulajdonosa Wilhelm von Osten, egy gimnáziumi matematikatanár volt. Elmondása szerint megtanította Hans-t összeadni, kivonni, osztani, szorozni, megmondani az időt, követni a naptárat, zenei hangokat megkülönböztetni, olvasni és betűzni. Amikor von Osten megkérdezte Hanstól, hogy “Ha a hónap nyolcadik napja kedden lesz, mi lesz a dátum következő pénteken?”, Hans válaszolt patájának dobbantásának számával. A kérdéseket szóban és írásban is fel lehetett tenni. Von Osten bemutatta Hans-t egész Németországban, és soha nem kért belépési díjat. Hans képességeit bemutatták a New York Times-ban 1904-ben.

## Kivizsgálás
Hans népszerűsége miatt a német oktatási testület kijelölt egy bizottságot Osten tudományos kijelentéseinek kivizsgálására. Carl Stumpf filozófus és pszichológus egy tizenhárom személyes testületet alakított ki, mely a Hans Bizottság (Hans Commission) nevet kapta. A bizottság egy állatorvosból, egy cirkusz vezetőből, egy lovas tisztből, iskolai tanárokból és a berlini állatkert igazgatójából állt. 1904 szeptemberében a bizottság megállapította, hogy Hans teljesítménye mögött nem állnak semmilyen trükkök.
A bizottság továbbadta az értékelést Pfungst-nak, aki ellenőrizte a korábban felmért képességek alapjait, oly módon, hogy:
- Elszigetelte Hanst a nézőktől, hogy azoktól ne kaphasson jeleket
- A ló mesterén kívül más embereket is használt kérdésfeltevőként
- Szemellenzővel variálta, hogy Hans láthatja-e a kikérdezőt vagy sem
- Variálta, hogy a kérdésfeltevő tudja-e a választ előre vagy sem

Jelentős számú vizsgálat után Pfungst azt találta, hogy Hans akkor is eltalálja a helyes választ, ha nem maga von Osten teszi fel a kérdést, ezzel kizárva a csalás lehetőségét. Viszont a ló csak akkor válaszolt helyesen a kérdésre, ha maga a kérdező is tudta a választ és ha Hans láthatta a kérdezőt. Amikor von Osten tudta a helyes választ, Hans 89%-ban tudta a megoldást, de ha von Osten nem tudta a választ, akkor Hans válaszainak csak 6%-a volt helyes.
Ezt követően Pfungst a kikérdező viselkedését vizsgálta meg részletesebben, és azt bizonyította, hogy amikor Hans pata dobbantásainak száma közeledett a megoldáshoz, a kikérdező testtartása és arckifejezése megváltozott oly módon, hogy az feszültséggel járt együtt, ami megszűnt, amikor a ló az utolsó, helyes dobbantást is megtette. Ez jelezhette Hans-nak, hogy nem kell többet dobbantania.

## Az Okos Hans effektus
Pfungst megfigyelései arra mutattak rá, hogy egy állat gondozója, tanítója tudattalanul is adhat ki olyan jeleket, melyek utalnak az elvárt viselkedésre. Ezen jelenség nagy hatással van pszichológiai kísérletek felépítésére, ugyanis előfordulhat bármilyen olyan esetben, ahol ember, vagy állat a kísérleti alany. Ezért a pszichológia különböző területein gyakran olyan kísérleteket szoktak végezni, ahol az alany nem tudhatja, hogy mik az elvárt viselkedések.